# いしがきマイラーズ
いしがきマイラーズは、岩手県競馬組合が盛岡競馬場芝1600mで施行する地方競馬の重賞競走（平地競走）である。正式名称は「天真堂杯 いしがきマイラーズ」。競走名は盛岡城（現在は盛岡城址公園）の石垣から。

## 概要
2021年に岩手県知事杯OROカップのトライアル競走として新設された芝のマイル重賞競走。2017年まで重賞として施行されていた桂樹杯が準重賞に降格し、古馬の岩手県知事杯OROカップトライアル競走の重賞が一旦はなくなったが、新設の本競走がその役割をになうこととなった。2023年をもって岩手県知事杯OROカップのトライアルではなくなっている。

### 条件・賞金等（2025年）
出走条件
サラブレッド系3歳以上、岩手所属。
負担重量
定量、3歳55kg、4歳以上57kg（牝馬2kg減）。
賞金等
1着350万円、2着122万5000円、3着70万円、4着45万5000円、5着24万5000円、着外手当3万5000円。
副賞
盛岡・愛馬の会賞、開催執務委員長賞

## 歴史
- 2021年 - 盛岡競馬場の芝1600mで施行される岩手県知事杯OROカップのトライアルの重賞競走「みちのく爽やか杯 いしがきマイラーズ」として創設。
- 2022年 - レース名を「ホテルメトロポリタン盛岡杯 いしがきマイラーズ」に変更。
- 2024年
  - レース名を「天真堂杯 いしがきマイラーズ」に変更。
  - 岩手県知事杯OROカップのトライアルではなくなる。
- 2025年 - レース名を「盛岡・愛馬の会協賛 いしがきマイラーズ」に変更。

## 歴代優勝馬
| 回数  | 施行日        | 優勝馬           | 性齢 | 所属 | タイム | 優勝騎手 | 管理調教師 | 馬主     |
| ----- | ------------- | ---------------- | ---- | ---- | ------ | -------- | ---------- | -------- |
| 第1回 | 2021年9月14日 | ナイトオブナイツ | 牡8  | 水沢 | 1:38.2 | 高橋悠里 | 三野宮通   | 星加浩一 |
| 第2回 | 2022年10月9日 | ソロフレーズ     | 牡7  | 盛岡 | 1:38.1 | 山本政聡 | 齋藤雄一   | 松谷翔太 |
| 第3回 | 2023年8月13日 | ルヴァン         | 牡6  | 水沢 | 1:39.2 | 岩本怜   | 千葉幸喜   | 楊明翰   |
| 第4回 | 2024年7月21日 | ギャレット       | 牡5  | 水沢 | 1:37.8 | 山本聡哉 | 佐藤浩一   | 島川隆哉 |
| 第5回 | 2025年7月15日 | シャイニーロック | 牡9  | 水沢 | 1:36.8 | 渡邊竜也 | 佐々木由則 | 小林昌志 |

#### 各回競走結果の出典
- いしがきマイラーズ 歴代優勝馬 - 地方競馬全国協会
- JBISサーチ
  - 2021年、2022年、2023年、2024年、2025年